# HVMレーシング

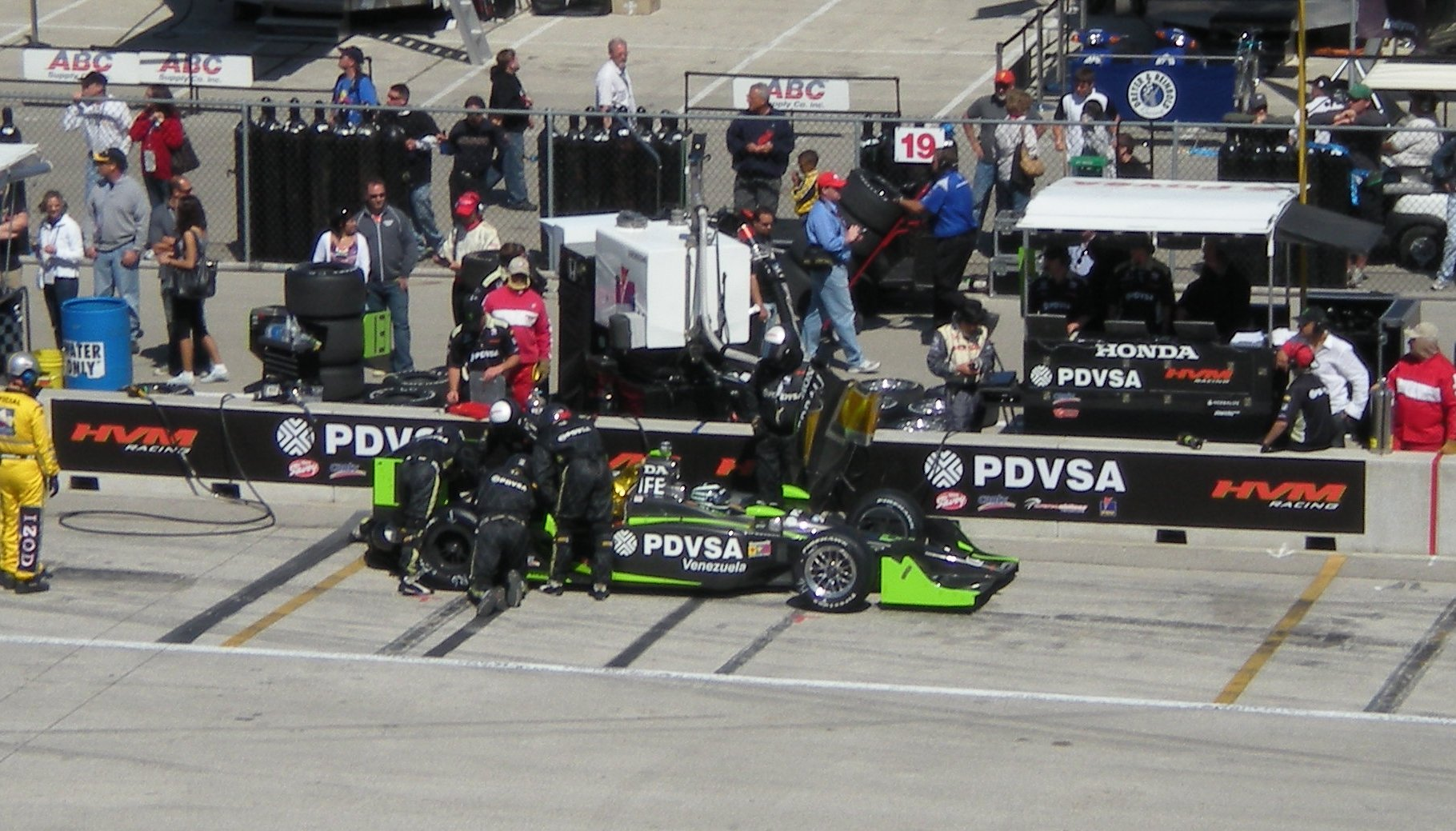
ザ・ミルウォーキー・マイルでのE.J.ヴィソ。2009年

HVMレーシング (HVM Racing) は、アメリカ合衆国のレーシングチーム。インディカー・シリーズに参戦中で、現在のオーナーはキース・ウィギンズ。2007年にはミナルディチームUSA（Minardi Team USA）としてチャンプカー・シリーズに参戦していた。

## 歴史

### ベッテンハウゼン・モータースポーツ
チームはその名称を多々変更しながら現在も活動している。当初はベッテンハウゼン・モータースポーツ (Bettenhausen Motorsports) として、トニー・ベッテンハウゼンJr.が運営していた。チームの車体カラーはダークブルーと白、赤であり、アルマックス・アルミニウムがスポンサーであった。チームが起用した主なドライバーはステファン・ヨハンソン、エリオ・カストロネベス、パトリック・カーペンティアなどがいる。1999年は多難なシーズンであり、ドライバーとして服部茂章を起用したが、前年のインディ・ライツでの活躍を見せず低迷を続け、最終的にはラグナ・セカ戦の前にチーフ・スチュワードのウォリー・ダレンバックSr.によって出走停止の処分がとられた。

### ベッテンハウゼン突然の死と初勝利
2000年のシーズン前に、ベッテンハウゼンは妻と共にフロリダでの休暇から飛行機で帰る途中、事故により死亡した。チームは移籍の決まっていたミチェル・ジョルディンJr.や、チーム体制をそのままに、キース・ウィギンズが共同オーナーおよびマネージャーとして引き継いだ。翌2001年、ジョルディンJr.の当時の個人スポンサーの社名より、ハーデス・コンペティション (Herdez Competition) と名称を変更した。チームは2001年・2002年シーズンと不振が続くが、2002年にジョルディンJr.の替わりに同じメキシコ人のマリオ・ドミンゲスが加入した。冠水したサーファーズパラダイス戦でチームは幸運な勝利を得た。
勝利はチームに自信を与え、2003年のマイアミではドミンゲスとロベルト・モレノが1－2フィニッシュを記録した。ライアン・ハンター＝レイが翌2004年に加入し、ミルウォーキー戦ではポールトゥフィニッシュを遂げた。しかしハーデスはその年限りでスポンサーを離れた。

### チーム名のめまぐるしい変遷
2005年からはHVMレーシングの名称で活動を始め、ウィギンズは資金持ち込みドライバーのビヨン・ビルドハイムとロニー・ブレマーを起用した。ビルドハイムは2003年の国際F3000での印象的なパフォーマンス、獲得タイトルおよびジャガーF1でのテスト経験にもかかわらず、シーズンにおいてはブレマーに打ち勝つことはできなかった。2人の持ち込んだ資金もシーズン終了前に枯渇し、チームのシートは他の数名のドライバーが座ることとなった。
セドリック・ジ・エンターテイナーがその年のシーズン終盤に共同オーナーとしてチーム運営に参加した。2006年のシーズン終了まで、特有のガンメタルのカラーをまとうこととなった。2006年に加入したネルソン・フィリップがサーファーズ・パラダイスで勝利し、チームはフィリップがシーズン4位というベストの成績を記録した。
2006年12月18日、2005年までF1に参戦していたミナルディのオーナーであるポール・ストッダートがチームの株式のうち過半数を取得し、チームはミナルディチームUSA (Minardi Team USA) と改名された。2007年には2005年のミナルディや2006年のレッドブルでF1をドライブしたロバート・ドーンボスとダン・クラークを起用し、表彰台を争えるほどチーム力が向上した。チームはモントランブランで、ミナルディチームUSAとして初の勝利を遂げた。
ドーンボスはサンノゼでも勝利し、2007年は2勝を挙げ6度表彰台に上りシーズン3位、ルーキーオブザイヤーを獲得、1999年のファン・パブロ・モントーヤ以来のシーズン最高位を獲得したルーキーとなった。

### ストッダート撤退、インディカー・シリーズへ
当初は2008年もミナルディチームUSAとしてチャンプカーに参戦する予定だった。しかし、シーズン開幕前にチャンプカーがインディカー･シリーズと統合し、当時のIRL代表トニー・ジョージの運営に不満を持ったストッダートはチャンプカー最後のレースとなったロングビーチをもってチーム運営から撤退してしまう。
結果チーム名はHVMレーシングに戻り、2008年はヴィソ、2009年は同じくヴィソと、シーズン後半にはニューマン・ハース・レーシングのシートを失ったドーンボスがチームに「復帰」した。2010年は女性ドライバーシモーナ・デ・シルベストロがデビューし、引き続き参戦を続けている。

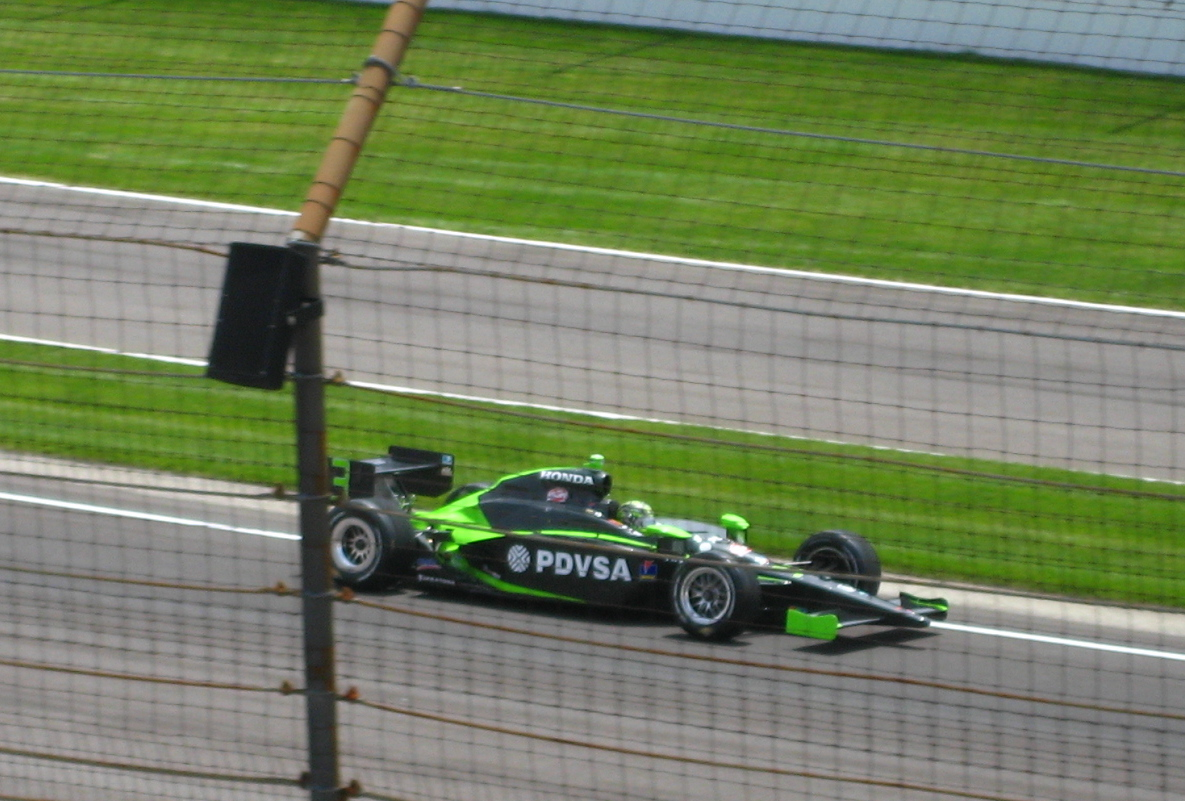
2008年のE.J.ヴィソ車

## 所属ドライバー
- ゲイリー・ベッテンハウゼン (1982-1983, 1996)
- ロニー・ブレマー (2005)
- パトリック・カーペンティア (1997)
- エリオ・カストロネベス (1998)
- ダン・クラーク (2006-2007)
- シモーナ・デ・シルベストロ (2010-2012)
- ファブリツィオ・デル・モンテ (2005)
- マリオ・ドミンゲス (2002-2004, 2007)
- ロバート・ドーンボス (2007, 2009)
- ロベルト・ゴンザレス (2003)
- 服部茂章 (1999)
- ライアン・ハンター＝レイ (2004)
- ステファン・ヨハンソン (1992-1996)
- ミチェル・ジョルディンJr. (2000-2001)
- ロドルフォ・ラヴィン (2005)
- ロベルト・モレノ (2003, 2008)
- ネルソン・フィリップ (2006, 2008, 2009)
- ホメロ・リチャルド (2005)
- ガルター・サレス (1999)
- アレックス・スペラフィコ (2005)
- E.J.ヴィソ (2008-2009,2013-)※2013年はアンドレッティ・オートスポーツと共同参戦
- ビヨン・ビルドハイム (2005)